# Паметник на св. св. Кирил и Методий (Пазарджик)
Паметникът на Кирил и Методий в Пазарджик е 5-метрова бронзова скулптура, която изобразява братята Кирил и Методий, почитани като християнски светци.

## История
Паметникът е готов в окончателния вариант и транспортиран до Пазарджик на 18-ти април. Открит е на 24 май 2005 г. Намира се в центъра на Пазарджик, в градинката пред сградата на Община Пазарджик.
Дело е на авторски колектив: скулптор Спас Киричев и архитект Нина Костадинова-Васева. Проектът е дарение от автора Спас Киричев, по поръчка от пазарджишкото сдружение „Първоучители“, с председател кмета на града Иван Евстатиев. От общо 47 000 лв. за изработката 25 000 лв. дарява Община Пазарджик. Фондация „Каунт Парт Интернешънъл“ от САЩ удвоява дарените преди нея средства.
Изпълнението на проекта е осъществено благодарение на казанлъшкия скулптор Стефан Шишков.
Бронзовият монумент е висок 5 метра и широк 1,40 метра.

## Композиция
Уникалното в скулптурата е, че за пръв път на паметник светите братя се изобразяват с ореоли. Свитъкът с буквите на кирилица в ръцете им и ореолите са позлатени. Двамата светци са обърнати с лица на запад.
В надписа на паметника второто съкращение „св.“ погрешно е изписано с главна буква, като грешката е потвърдена от Служба „Езикови справки и консултации“ от Института за български език на БАН.